# ウム・アルマラディム級ミサイル艇
ウム・アルマラディム級ミサイル艇（英語: Um-Almaradim Class Missile Boat）は、クウェート海軍のミサイル艇の艦級。湾岸戦争により壊滅したクウェート海軍の再建のために発注されたもので、フランスのノルマンディ機械製造所（CMN）によって8隻が建造され、1998年から2000年にかけて就役した。

## 設計
CMN社のコンバタントI型と呼ばれる設計で、上部構造物はステルス性を重視しており、複雑な形状のマストを特徴としている。
艦体は鋼製で、全長42m、最大幅8.2m、喫水1.9m、航続距離は1,350海里（14ノット時）である。その他の諸元は資料ごとに微妙に異なっており、満載排水量は245tまたは250t、最大速力は30ノットまたは32ノット、乗員数は24名または29名となっている。

## 装備
主兵装にはMBDA製の「シースクア」艦対艦ミサイルの連装発射機2基を搭載しており、これは射程15km、飛翔速度マッハ0.9、セミアクティブレーダー誘導方式の小型ミサイルである。
主砲はオートブレダ製の40mm機関砲塔を艦首に搭載し、他にGIAT製のM621 20mm機関砲1基（艦尾）と12.7mm重機関銃2基がある。また、対空用として「ミストラル」近距離艦対空ミサイル用のシンバッド連装発射機を1基搭載している。
ただし、これらの兵装は艇の規模と比較して射程や威力がやや貧弱であり、以下のような高度なC4Iシステムやセンサー類を活かせていないと評されている。
C4Iシステムには、タレス製のTAVITACを搭載している。これは建造当時では最新の戦闘情報システムで、搭載するセンサーや「リンクY」戦術データ・リンクから得た様々な情報を分析し、脅威度判定や目標指示、兵装選択を自動的に行うことができる。レーダーには、BAE製のシースプレイ射撃指揮レーダーをメインマスト上部に搭載するほか、対空/対水上捜索用のタレス製MRR E/Fバンド3次元レーダーと、Racal製のIバンド航海用レーダーを搭載している。また、光学式射撃指揮装置としてSAGEM製のNajir Mark 2を搭載している。
このほか、電子戦・対抗手段として、タレス製のDR-3000S1 レーダー警報受信機、タレス・オプトロシス製のサラマンドルB1 レーダー妨害装置、SAGEM製のダゲー チャフ/IRデコイ発射機を搭載している。

## 同型艦
| 番号  | 艦名                              | 建造所                        | 進水           | 就役            | 状況 |
| ----- | --------------------------------- | ----------------------------- | -------------- | --------------- | ---- |
| P3711 | ウム・アルマラディム Um-Almaradim | ノルマンディ機械製作所（CMN） | 1997年 2月27日 | 1998年 7月31日  | 現役 |
| P3713 | オウハ Ouha                       | ノルマンディ機械製作所（CMN） | 1997年 5月29日 | 1998年 7月31日  | 現役 |
| P3715 | ファイラカ Failaka                | ノルマンディ機械製作所（CMN） | 1997年 8月29日 | 1998年 12月19日 | 現役 |
| P3717 | マスカン Maskan                   | ノルマンディ機械製作所（CMN） | 1998年 1月6日  | 1998年 12月19日 | 現役 |
| P3719 | アル・アーマディ Al-Ahmadi        | ノルマンディ機械製作所（CMN） | 1998年 4月2日  | 1999年 7月1日   | 現役 |
| P3721 | アルファハヒール Alfahaheel       | ノルマンディ機械製作所（CMN） | 1998年 6月16日 | 1999年 7月1日   | 現役 |
| P3723 | アル・ヤルモウク Al-Yarmouk       | ノルマンディ機械製作所（CMN） | 1999年 3月3日  | 2000年 6月7日   | 現役 |
| P3725 | ガロオ Garoh                      | ノルマンディ機械製作所（CMN） | 1999年 6月     | 2000年 6月7日   | 現役 |